# Austrocarea iocephala
Austrocarea iocephala là một loài bướm đêm thuộc họ Nolidae. Nó được tìm thấy ở New South Wales và đảo Norfolk.

## Hình ảnh

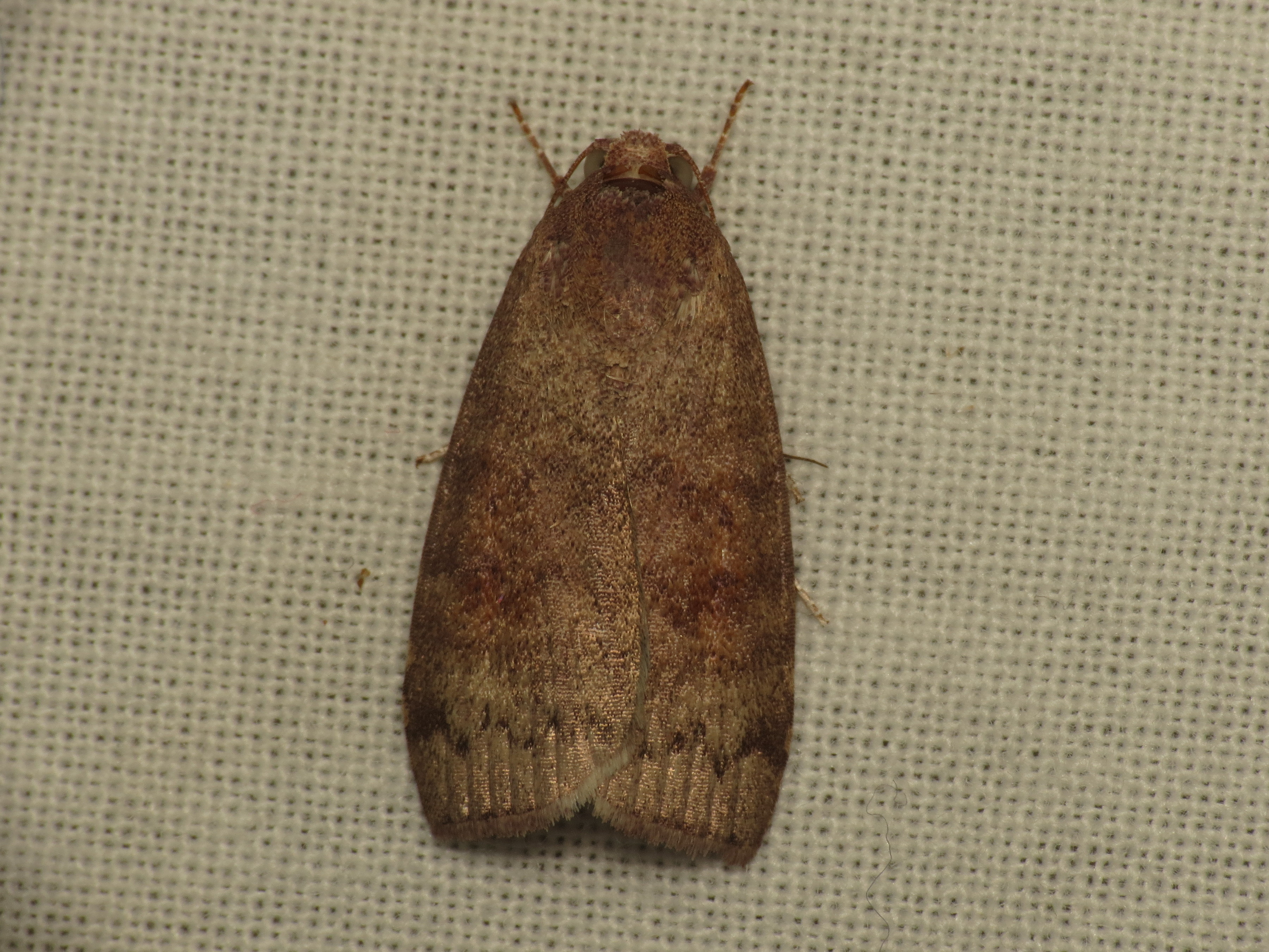
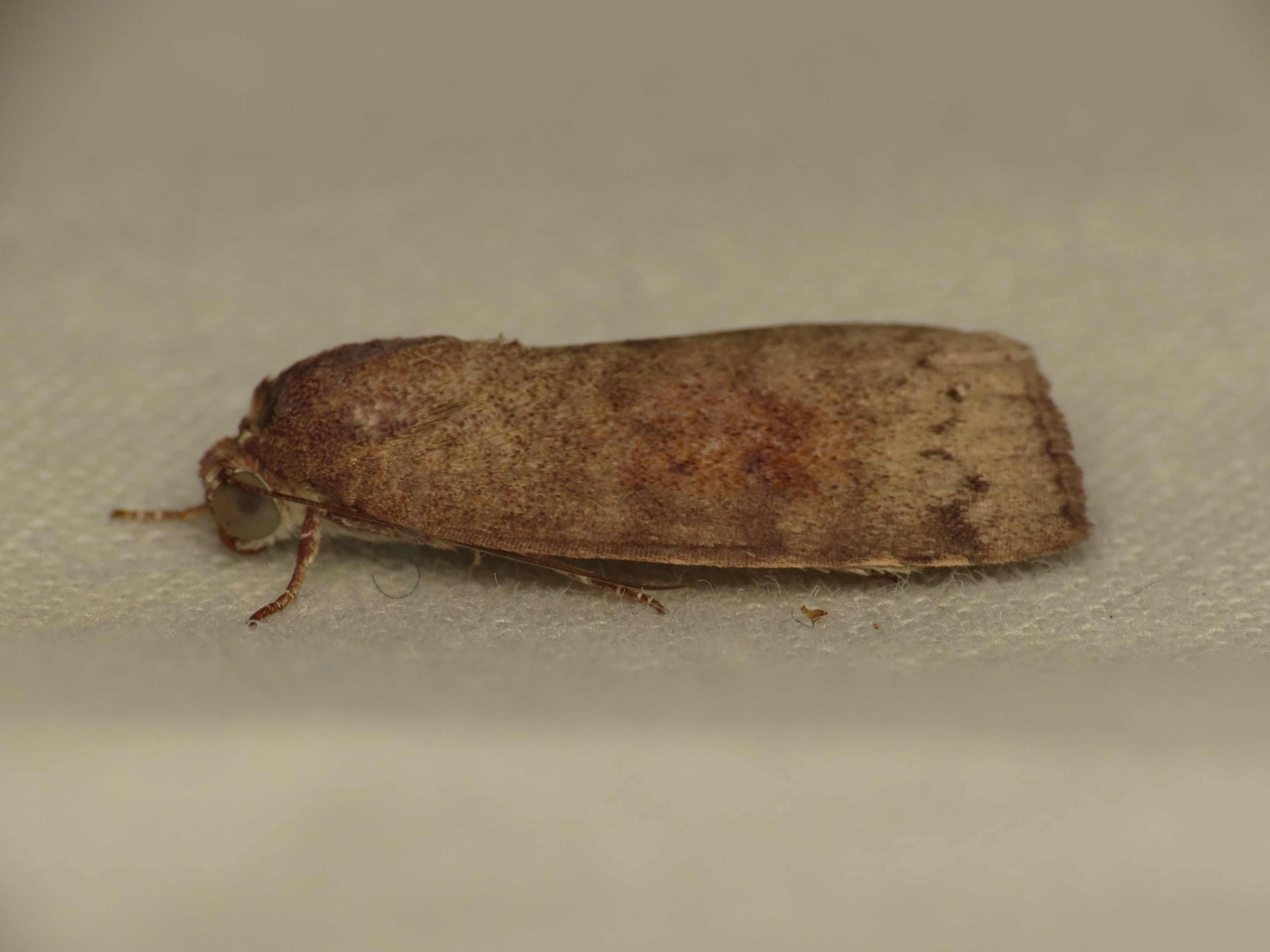
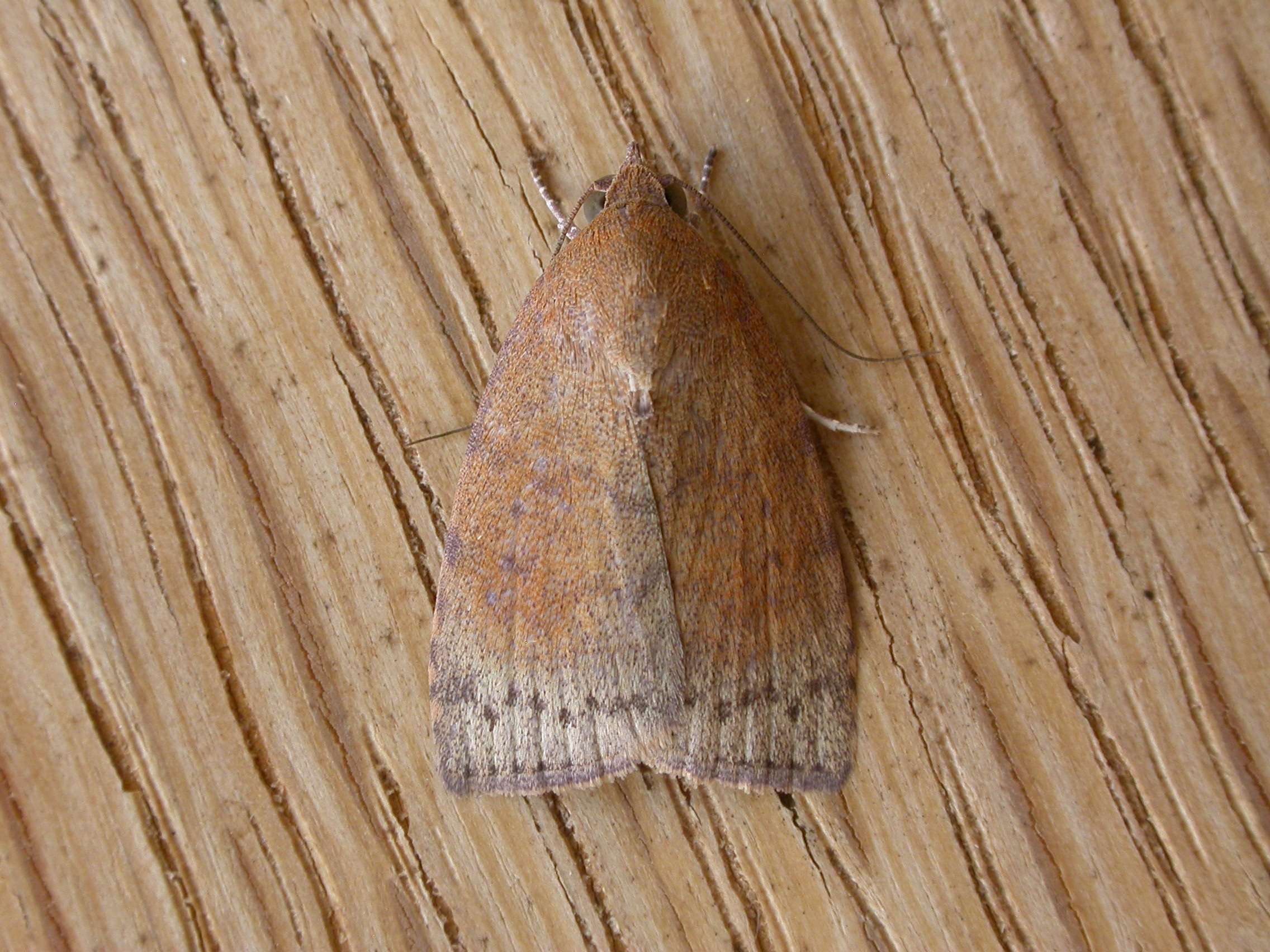